# 존 히긴스 (스누커 선수)

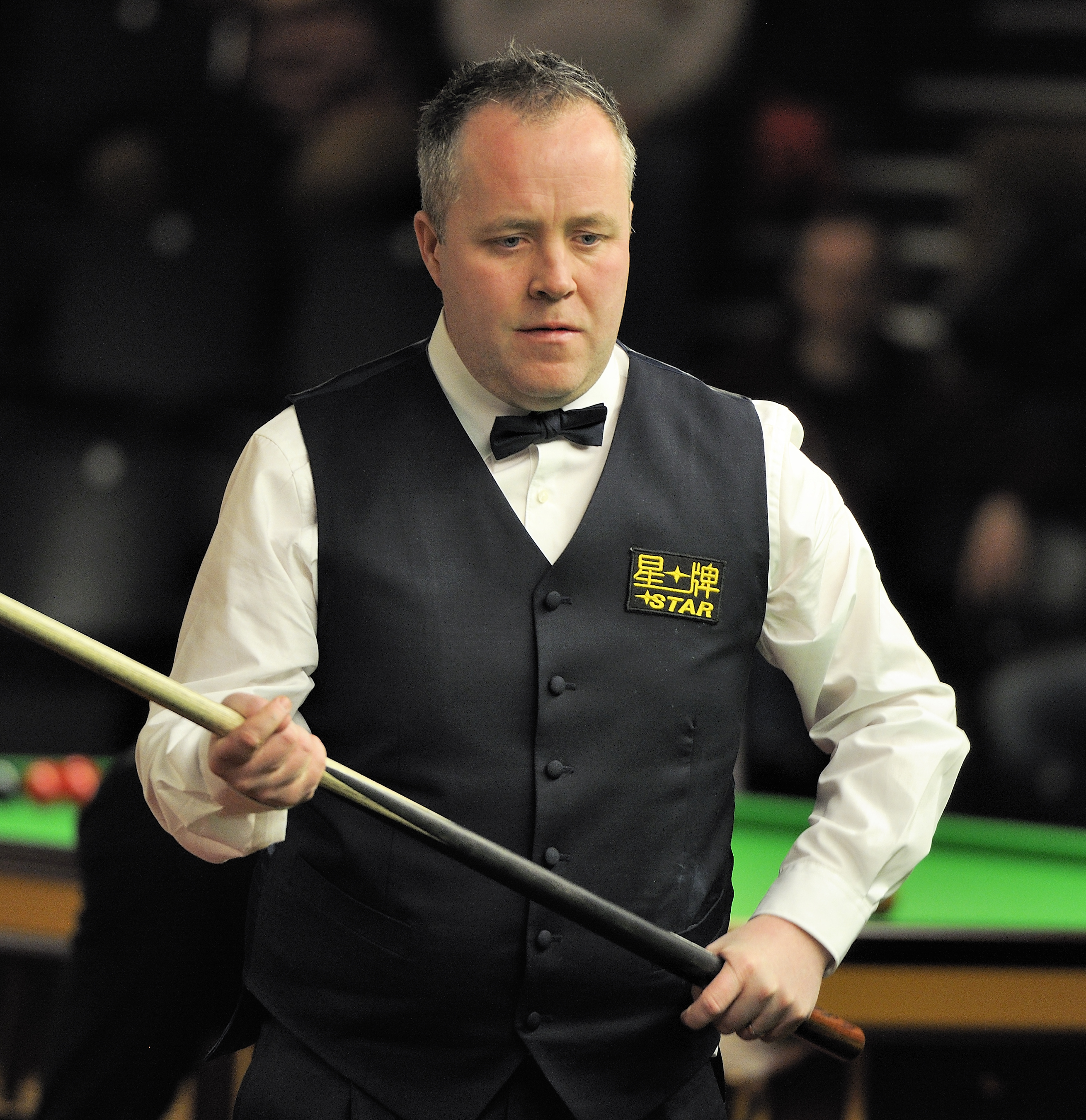
존 히긴스 (2014년)

존 히긴스(영어: John Higgins, MBE, 1975년 5월 18일 ~ )는 영국 스코틀랜드의 스누커 선수이다. 1998, 2007, 2009, 2011년 세계 선수권 우승자이다.

## 서훈
- 2008년 대영 제국 훈장 5등급(MBE) 수훈[1]